# Kaisei
Kaisei (開成町, Kaisei-machi) és una vila i municipi pertanyent al districte d'Ashigara-Kami de la prefectura de Kanagawa, a la regió de Kantō, Japó. Kaisei és el municipi més petit en superfície de tota la prefectura i de la meitat oriental del Japó.

## Geografia
El municipi de Kasei es troba localitzat a la part occidental de la prefectura de Kanagawa. L'economia de la vila es basa principalment en l'agricultura i la silvicultura, tot i que també s'ha desenvolupat com a ciutat dormitori d'Odawara o fins i tot de Tòquio. L'indústria més gran a la vila és una factoria de Fujifilm. El terme municipal de Kasei limita amb els de Yamakita al nord, amb Matsuda i Ōi a l'est, amb Minami-Ashigara a l'oest i amb Odawara al sud.

## Història
La zona on actualment es troba el municipi de Kasei va formar part del feu d'Odawara, a la província de Sagami durant el període Edo. Després de la restauració Meiji, la zona va passar a formar part del districte de Ashigara-Kami a la prefectura de Kanagawa, sent dividida en diversos pobles. La vila de Kaisei es fundà el 2 de febrer de 1955 fruit de la fusió dels pobles de Satakat i Yoshidajima. El ferrocarril arribà a Kaisei el 14 de març de 1985.
El nom de la ciutat té el seu origen en l'escola Kaisei, un dels primers centres d'ensenyament d'estil occidental al Japó, fundat el 1882. Al mateix temps, el nom "Kaisei" és la traducció japonesa del nom I Ching, un dels llibres sagrats del taoisme.

## Demografia
| 1920   | 1930   | 1940   | 1950   | 1960  | 1970  | 1980   |
| ------ | ------ | ------ | ------ | ----- | ----- | ------ |
| 3.504  | 3.746  | 3.911  | 4.681  | 4.781 | 8.205 | 10.673 |
| 1990   | 2000   | 2010   | 2020   | 2030  | 2040  | 2050   |
| 11.941 | 13.396 | 16.365 | 18.204 | -     | -     | -      |

## Transport

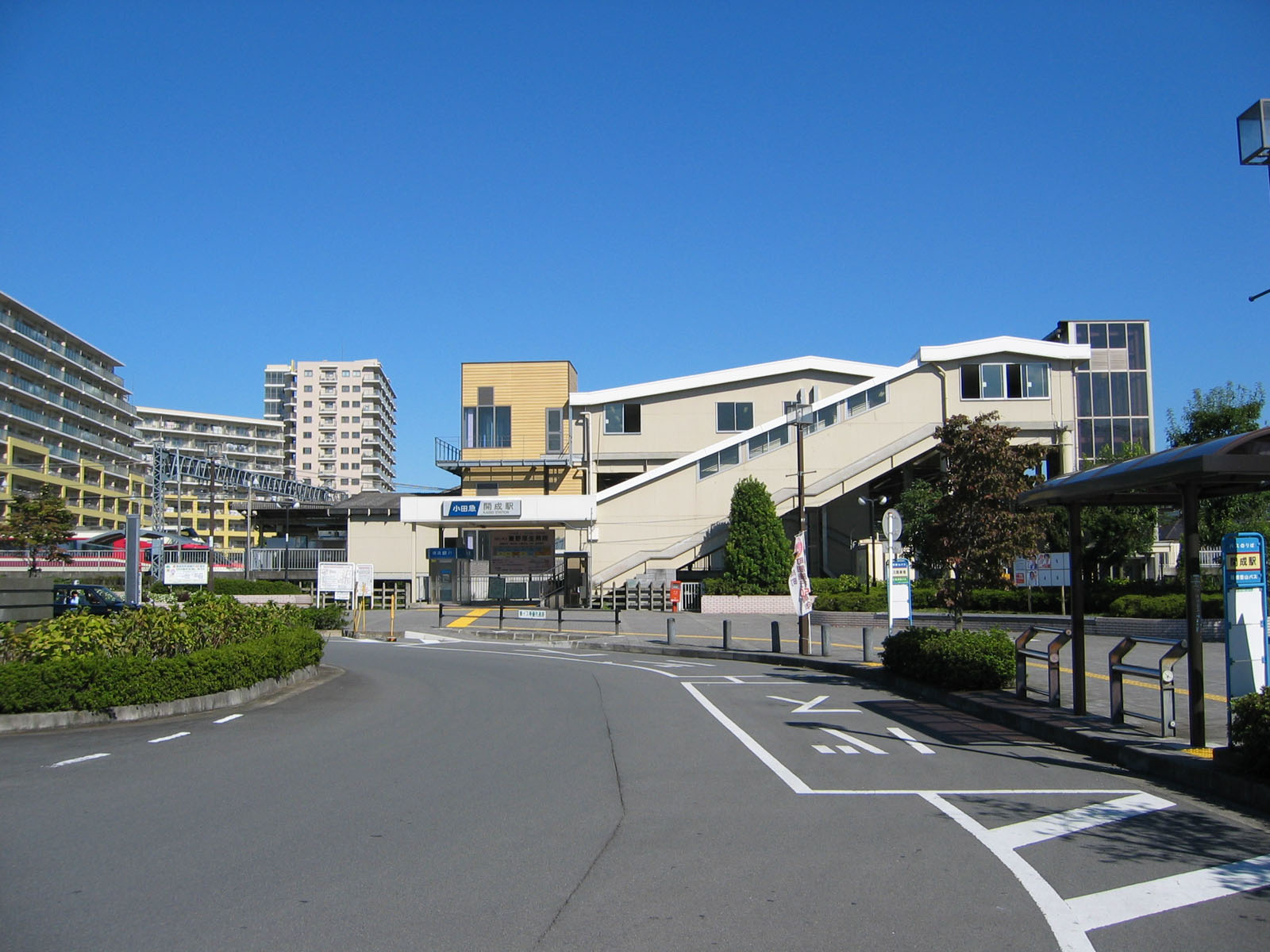
Estació de Kaisei

### Ferrocarril
- Ferrocarril Elèctric Exprés d'Odawara (Odakyū)
  - Kaisei

### Carretera
- Xarxa de carreteres prefecturals de Kanagawa (78, 712, 720)